# Спиваков, Меер Еремеевич
Меер Еремеевич Спиваков (1909 год, Херсон, Херсонская губерния, Российская империя (ныне — Украина) — 5 августа 1944, д. Чижуны, Каунасский уезд, Литовская ССР, СССР (ныне — Литва)) — участник Великой Отечественной войны, командир стрелковой роты 742-го стрелкового полка 164-й стрелковой дивизии (84-й стрелковый корпус, 390-я армия, 3-й Белорусский фронт), старший лейтенант. Закрыл своим телом амбразуру пулемёта.

## Биография
Родился в 1909 году в Херсоне. В начале 1920-х стал работать литейщком на машиностроительном заводе. Совмещая работу с обучением, окончил четырёхклассную техническую школу, а затем сам стал руководителем этой школы (впоследствии ФЗУ), начальником цеха. На заводе же вступил в партию, неоднократно избирался членом заводского партийного комитета, членом городского комитета партии и депутатом городского Совета.
В 1941 году был эвакуирован в Кустанай, где находился на партийной работе. В марте 1943 года призван в РККА. После окончания пехотного училища направлен на фронт.
По состоянию на август 1944 года проходил службу в 164-й стрелковой дивизии. В начале августа 1944 года закончилась Каунасская наступательная операция, и войска дивизии продолжали наступление, пытаясь прорваться в Восточную Пруссию в общем направлении Арегала — Расейняй. Однако к тому времени войска противника сумели организовать оборону и наносили мощные контрудары.
5 августа 1944 года рота 742-го стрелкового полка несколько раз безуспешно пыталась взять деревню Чижуны близ Арегалы: атака захлёбывалась из-за пулемётного огня из дзота. Командир роты Спиваков поставил задачу атаковать деревню в лоб, и когда рота сумела подобраться к дзоту, в ней оставалось уже совсем мало бойцов, и все они могли погибнуть. Тогда командир роты сам бросился на амбразуру, после чего пулемёт на время затих, а остатки роты поднялись и выбили противника из села.
Меер Спиваков был похоронен в деревне Чижуны.
Подвиг лейтенанта Спивакова остался не отмеченным государственными наградами.